# Gonomyia serpentigera
Gonomyia serpentigera là một loài ruồi trong họ Limoniidae. Chúng phân bố ở miền Cổ bắc.